# Osiedle Łąkowa
Osiedle Łąkowa – jedno z osiedli Lublina, leżące w jego południowej części. Formalnie od 2006 roku należy do dzielnicy Wrotków, leży blisko rzeki Bystrzycy. Zlokalizowane jest w blokach przy ul. Medalionów 2, 6, 8, 10, 16 i 18, położonych przy skrzyżowaniu ulicy Diamentowej i Wrotkowskiej.
Jest to najnowsze z osiedli lubelskiej spółdzielni Kolejarz (początek lat 90.). Dzielnica ma głównie mieszkalny charakter, dominują w niej wysokie bloki z wielkiej płyty z lat 90. XX wieku.